# Iglesias ortodoxas orientales

Las Iglesias ortodoxas orientales son un grupo de iglesias cristianas orientales que se adhieren a la cristología miafisita, con un total de aproximadamente 60 millones de fieles en todo el mundo. Las iglesias ortodoxas orientales forman parte, en términos generales, de la tradición cristiana trinitaria nicena que comparten las iglesias mayoritarias actuales, y representan una de sus ramas más antiguas. Con el nombre de Iglesias ortodoxas orientales se agrupa a todas aquellas jurisdicciones cristianas que rechazan la Cristología emanada del Concilio Ecuménico de Calcedonia el año 451. Se autodenominan ortodoxas a pesar de no ser consideradas ortodoxas por otras Iglesias que aceptan la fórmula de fe católica y apostólica. Tienen en común el credo miafisita (una naturaleza) y el rechazo a la doctrina diofisita (dos naturalezas) de ese concilio. Por eso se les acusaba de monofisismo (una sola naturaleza). Al igual que las diversas Iglesias bizantinas, tienen un marcado carácter étnico.

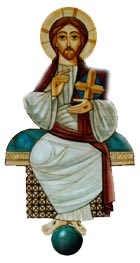
Representación de Jesucristo en el arte copto.

En tanto constituyen una de las instituciones religiosas más antiguas del mundo, las iglesias ortodoxas orientales han desempeñado un papel destacado en la historia y la cultura de Armenia, Egipto, Eritrea, Etiopía, Sudán y algunas partes de Asia occidental y la India. Se trata de un cuerpo cristiano oriental de iglesias autocéfalas, sus obispos son iguales en virtud de la ordenación episcopal, y sus doctrinas pueden resumirse en que las iglesias reconocen la validez de solo los tres primeros concilios ecuménicos.
Las Iglesias ortodoxas orientales están compuestas por seis iglesias autocéfalas: la Iglesia copta ortodoxa de Alejandría, la Iglesia ortodoxa siríaca de Antioquía, la Iglesia apostólica armenia, la Iglesia ortodoxa siria de Malankara, la Iglesia ortodoxa tewahedo etíope y la Iglesia ortodoxa tewahedo eritrea. Colectivamente, se consideran la Iglesia una, santa, católica y apostólica fundada por Jesucristo en su Gran Comisión, y que sus obispos son los sucesores de los apóstoles de Cristo. La mayoría de las iglesias miembros forman parte del Consejo Mundial de Iglesias. Entre las iglesias se practican tres ritos muy diferentes: el rito armenio de influencia occidental, el rito siríaco occidental de la Iglesia siríaca y la Iglesia malankara de la India, y el rito alejandrino de los coptos, etíopes y eritreos.
Las iglesias ortodoxas orientales compartieron la comunión con la Iglesia Católica antes del Concilio de Calcedonia en el 451 d. C., así como con la Iglesia del Oriente hasta el Concilio de Éfeso en el 431 d. C., separándose todas ellas principalmente por diferencias en la cristología (ver Credo de Calcedonia).
La mayoría de los cristianos ortodoxos orientales viven en Egipto, Etiopía, Eritrea, India, Siria, Turquía y Armenia, con comunidades siríacas más pequeñas que viven en Asia occidental, que disminuyen debido a la persecución. También hay muchos en otras partes del mundo, formadas a través de la diáspora, conversiones y actividad misionera.

## Nombre y características
El nombre de «Iglesias ortodoxas orientales» se acuñó para la Conferencia de Addis Abeba en 1965, en la que se reunieron líderes de estas iglesias no-calcedonias, su primer encuentro desde el siglo V. En ese momento había cinco iglesias participantes, ya que la Iglesia de Eritrea aún no era autocéfala. Para estas Iglesias, «en la actualidad, el nombre aceptado por regla general es el de iglesias ortodoxas orientales». Por esta denominación de «Iglesias ortodoxas orientales», el Consejo Mundial de Iglesias las distingue de aquellas otras Iglesias, también autodenominadas ortodoxas, que el Consejo llama Iglesias ortodoxas bizantinas.
Históricamente se las conocía como Iglesias no calcedónicas, precalcedónicas o anticalcedónicas, si bien la Iglesia del Oriente es igualmente anti-, no- y pre-calcedónica. Se les llama así porque no aceptan la doctrina cristológica (llamada diofisismo) del Concilio de Calcedonia de 451 y por esta razón sus detractores las llamaban monofisitas. Basan su doctrina en los tres primeros concilios ecuménicos, y por eso se las conocía como Iglesias de los tres concilios. Otros nombres con los que se ha conocido a las iglesias son antiguas Iglesias orientales e Iglesias orientales menores. La Iglesia católica se ha referido a estas iglesias como «las antiguas iglesias del oriente».

### Teología y eclesiología
Las Iglesias ortodoxas orientales se distinguen por reconocer únicamente los tres primeros concilios ecuménicos durante el periodo de la Iglesia estatal del Imperio Romano: el Primer Concilio de Nicea en 325, el Primer Concilio de Constantinopla en 381 y el Concilio de Éfeso en 431.
Las iglesias ortodoxas orientales comparten gran parte de la teología y muchas tradiciones eclesiásticas con la Iglesia ortodoxa, entre ellas, una doctrina de la salvación similar y una tradición de colegialidad entre los obispos, así como la reverencia a la Theotokos y el uso del Credo de Nicea.
La principal diferencia teológica entre las dos comuniones es la distinta cristología. Las iglesias ortodoxas orientales rechazan la definición de Calcedonia y adoptan, en cambio, la fórmula miafisita, según la cual las naturalezas humana y divina de Cristo están unidas. Históricamente, los primeros prelados de las iglesias ortodoxas orientales pensaban que la definición calcedoniana implicaba un posible repudio de la Trinidad o una concesión al nestorianismo.
El cisma de la comunión entre las iglesias romana imperial y ortodoxas orientales no se produjo de forma repentina, sino gradualmente a lo largo de los dos siglos siguientes al Concilio de Calcedonia. Con el tiempo, las dos comuniones desarrollaron instituciones separadas, y los ortodoxos orientales no participaron en ninguno de los concilios ecuménicos posteriores.
Las Iglesias ortodoxas orientales mantienen su propia y antigua sucesión apostólica. Las distintas iglesias son gobernadas por santos sínodos, con un obispo primus inter pares que actúa como primado. Los primados ostentan títulos tales como patriarca, catolicós o papa. El Patriarcado de Antioquía fue junto con el de Roma, fue una de las sedes más prominentes de la Iglesia cristiana primitiva (ver Pentarquía).
Las iglesias ortodoxas orientales no tienen un líder magisterial como la Iglesia católica, ni la comunión tiene un líder que pueda convocar sínodos ecuménicos como la Iglesia ortodoxa.
Algunas iglesias ortodoxas orientales, como la copta ortodoxa, la ortodoxa etíope y la ortodoxa eritrea, hacen más énfasis en las enseñanzas del Antiguo Testamento que las que se pueden encontrar en otras denominaciones cristianas, y sus fieles se adhieren a ciertas prácticas: siguen reglas dietéticas similares a las del Kashrut judío, exigen que sus miembros masculinos se sometan a la circuncisión y observan la purificación ritual.

### Cristología no calcedoniana
El cisma entre la ortodoxia oriental y los seguidores del cristianismo calcedoniano se basó en las diferencias en la cristología. El Primer Concilio de Nicea, en el año 325, declaró que Jesucristo es Dios, es decir, " consustancial" con el Padre. Más tarde, el tercer concilio ecuménico, el Concilio de Éfeso, declaró que Jesucristo, aunque divino además de humano, es un solo ser, o persona (hipóstasis). Así, el Concilio de Éfeso rechazó explícitamente el nestorianismo, la doctrina cristológica de que Cristo era dos personas distintas, una divina (el Logos) y otra humana (Jesús), que casualmente habitaban el mismo cuerpo. Las iglesias que más tarde se convirtieron en la Ortodoxia Oriental eran firmemente anti-nestorianas, y por lo tanto apoyaron firmemente las decisiones tomadas en Éfeso.
Veinte años después de Éfeso, el Concilio de Calcedonia reafirmó la opinión de que Jesucristo era una sola persona, pero al mismo tiempo declaró que esta única persona existía "en dos naturalezas completas", una humana y otra divina.
En ocasiones, los cristianos calcedonianos se han referido a los ortodoxos orientales como monofisitas, es decir, acusándolos de seguir las enseñanzas de Eutiques (c. 380 - c. 456), quien sostenía que Jesucristo no era humano en absoluto, sino sólo divino. El monofisismo fue condenado como herético junto al nestorianismo, y acusar a una iglesia de ser monofisita es acusarla de caer en el extremo opuesto al nestorianismo. Sin embargo, los propios ortodoxos orientales rechazan esta descripción como inexacta, habiendo condenado oficialmente las enseñanzas tanto de Nestorio como de Eutiques. En su lugar, se definen como miafisitas, sosteniendo que Cristo tiene una naturaleza, pero esta naturaleza es tanto humana como divina.

## Las diferentes Iglesias
La familia de las Iglesias ortodoxas orientales está constituida por Iglesias de varias tradiciones litúrgicas.

### Iglesias de tradición copta
Iglesias que usan los ritos alejandrinos en África:
- Iglesia copta ortodoxa
- Iglesia ortodoxa de Eritrea
- Iglesia ortodoxa de Etiopía

### Iglesias de tradición siríaca
Iglesias que usan el rito antioqueno en Asia:
- Iglesia ortodoxa siríaca
  - Iglesia cristiana sirio-jacobita en India, parte (con cierta autonomía) de la Iglesia ortodoxa siria
  - Iglesia sirio-ortodoxa francófona

- Iglesia ortodoxa de Malankara en India

### Iglesia de tradición armenia
Iglesia que usa el rito armenio:
- Iglesia apostólica armenia

## Situación actual
Aunque se las conoce como miafisitas, no aceptan la doctrina monofisita de Eutiquio (una única naturaleza en Cristo, incluso después de la encarnación, por lo que Cristo es consubstancial con Dios Padre pero no con los humanos en general). Las Iglesias ortodoxas orientales profesan en Cristo después de la encarnación una naturaleza que es a la vez divina y humana y afirman que no hay que dividirla en dos naturalezas, una divina, la otra humana. Por eso no aceptan la definición de Calcedonia sobre las dos naturalezas en Cristo.
Estas Iglesias en comunión recíproca, son independientes en la liturgia y en la organización, pero en conjunto constituyen la «Comunión ortodoxa oriental».